# Escut de Vilada
L'escut oficial de Vilada té el següent blasonament:
Escut caironat: d'argent, un mont de 3 cims, amb el central més alt que els laterals, terrassat de sinople i carregat d'una vila d'or; el peu d'or. una barjoleta de gules sobremuntada d'una pinya de sinople. Per timbre, una corona mural de poble.

## Història
Va ser aprovat el 6 d'octubre de 1983 i publicat al DOGC número 388 l'11 de novembre del mateix any amb el següent blasonament:
Escut caironat: d'argent, un mont de 3 cims, amb el central més alt que els laterals, terrassat de sinople i carregat d'una vila d'or; el peu d'or una portella de gules sobremuntada d'una pinya de sinople. Per timbre, una corona mural de poble.
Més tard s'aprova una modificació de l'escut el 25 de gener de 1989 i fou publicada al DOGC número 1102 el 3 de febrer del mateix any.
S'hi veu la representació del poble, al voltant de l'església de Sant Joan, amb les muntanyes de Picancel al fons. Vilada va pertànyer, des del segle xiv, a la baronia de la Portella, simbolitzada per les armes dels Saportella, els primers barons (una barjoleta de gules en camper d'or), i dels Pinós (representats per la pinya de sinople), que en foren els barons posteriors.